# Epitafio (película)
Epitafio es una película de drama histórico de aventura mexicana de 2015 basada en hechos históricos reales dirigida por Rubén Imaz y Yulene Olaizola. La película fue preseleccionada para representar a México en la categoría a la Mejor película de habla no inglesa en la 89.ª edición de los Premios Óscar. El argumento está basado en hechos históricos reales, concretamente en una narración recogida en Historia verdadera de la conquista de la Nueva España de Bernal Díaz del Castillo.

## Sinopsis
La acción se sitúa en 1519 para mostrar un aspecto ignorado de la Conquista de México por parte del Imperio Español. El capitán Diego de Ordaz y los soldados Gonzalo y Pedro, hacen escalada en el Popocatépetl por orden de Hernán Cortés para encontrar una ruta alternativa que les permita el acceso a Tenochtitlán. La naturaleza y el entorno pondrá a prueba la resistencia de los españoles, no sólo física sino espiritual.

## Reparto
- Xabier Coronado como Diego de Ordaz
- Martín Román como Gonzalo de Monovar
- Carlos Triviño como Pedrito

## Producción
Fue rodada en castellano y en náhuatl a los pies del Pico de Orizaba, ya que se supone que tiene el mismo aspecto que tenía el Popocatépetl en 1520. Fue estrenada en el Tallin Black Nights Film Festival de 2015. Recibió dos nominaciones en la LIX edición de los Premios Ariel (mejor vestuario y fotografía).